# 藤田民次郎
藤田 民次郎（ふじた たみじろう、寛政4年（1792年） - 文化10年11月26日（1813年12月18日））は、江戸時代後期の一揆指導者。

## 経歴・人物

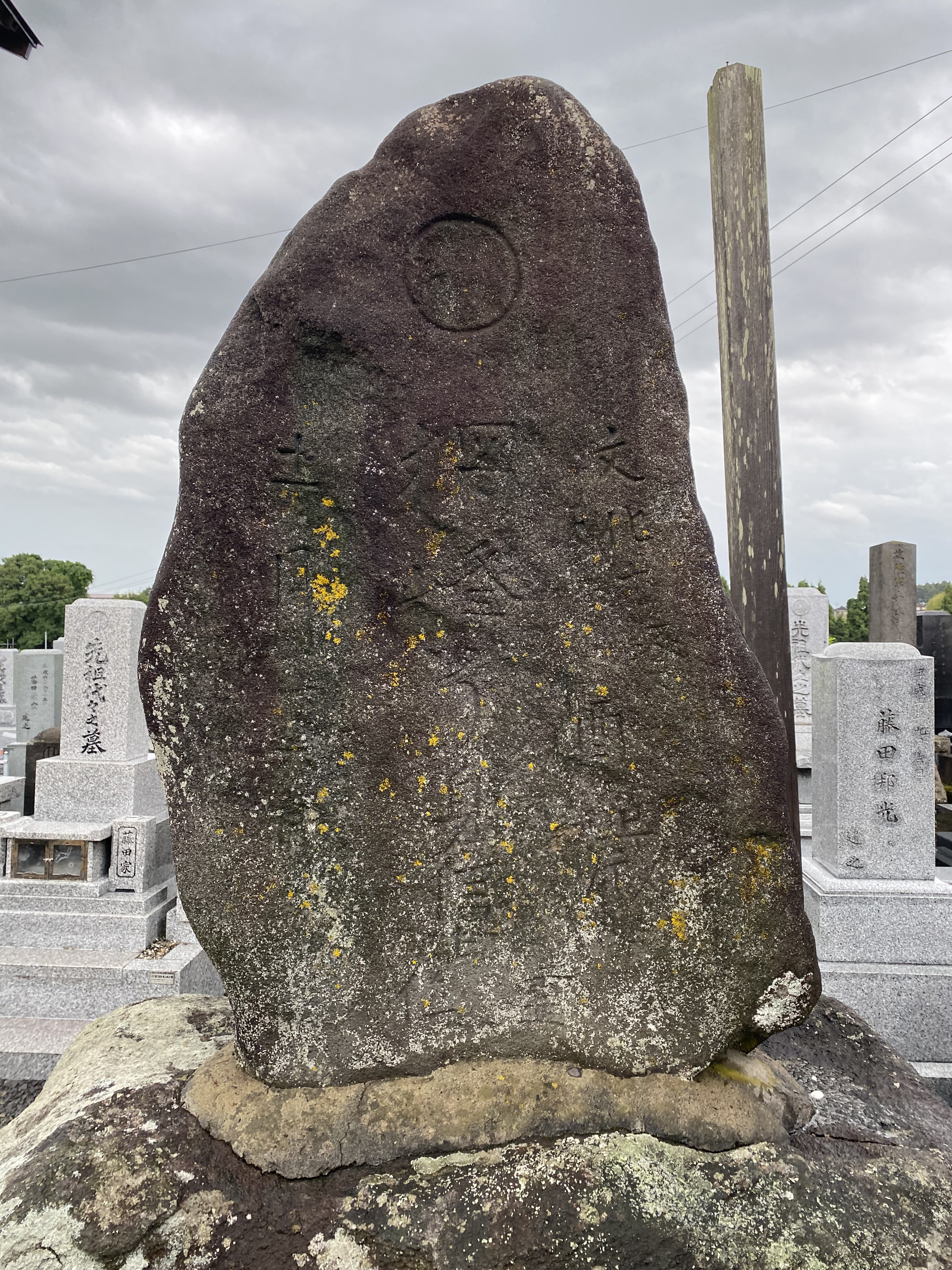
民次郎の墓碑

陸奥国津軽郡鬼沢村（現：青森県弘前市鬼沢）の農民。鬼沢村の庄屋彦兵衛の三人兄弟の二男として生まれる。
弘前藩の松前出兵による増税と冷害により農民の不満が募り、文化10年9月28日（1813年10月21日）遂に約2000人の農民が弘前城に押し掛け｢訴願状｣と｢連判状｣を以て強訴した。これを民次郎一揆と呼ぶ。
翌日9月29日（10月22日）民次郎は捕まり、一揆の首謀者として全責任を負い、同年11月26日（12月18日）取上村（現：弘前市取上）において処刑された。